# Vacuum
Vacuum – album zespołu The Watch nagrany w 2004 roku.

## Lista utworów
- 1. Hills - 1:26
- 2. Damage Mode - 7:17
- 3. Wonderland - 7:05
- 4. Shining Bald Heads - 5:55
- 5. Out Of The Land - 6:05
- 6. Goddess - 5:48
- 7. Deeper Still - 3:24
- 8. The Vacuum - 11:03

## Muzycy
- Simone Rossetti - śpiew, flet
- Ettore Salati - gitara
- Gabriele Manzini - instrumenty klawiszowe
- Marco Schembri - gitara basowa
- Roberto Leoni - perkusja